# الشعوب الناطقة بالسامية القديمة
تشير جملة الشعوب الناطقة بالسامية القديمة إلى الشعوب التي كانت تتحدث اللغات سامية والتي تنقسم إلى ثلاثة فروع شرقية ووسطى وجنوبية.
ومن المرجح أن اللغة السامية الأم كان يتحدث بها في الألفية الرابعة قبل الميلاد. وأقدم شاهد على تاريخ السامية يعود إلى منتصف الألفية الثالثة (قُبيل العصر البرونزي).
المتحدثون بالسامية في الشرق هم الأكديون والثقافات المنحدرة من الآشوريين والبابليين. أما السامية الوسطى فهي اللغات السامية الشمالية الغربية واللغات العربية. أما اللغات السامية الشمالية الغربية فكانت تشمل الكنعانية والفينيقية والعبرية.
واللغات السامية الجنوبية فكان يتحدث بها سكان جنوب الجزيرة ووإثيوبيا.